# Combat de Tombouctou (30 mars - 1er avril 2013)
Pour les articles homonymes, voir Combat de Tombouctou.
Guerre du Mali
Batailles
Le  troisième combat de Tombouctou se déroule pendant la guerre du Mali. Un groupe de combattants islamistes effectue une incursion dans la ville.

## Forces en présence
Dix jours après une première attaque sur l'aéroport, les forces franco-maliennes s'attendent à être à nouveau attaquées. Aussi, les 150 hommes du 1er régiment d'infanterie de marine (1er RIMa), reçoivent en renfort une section de soldats du 92e régiment d'infanterie (92e RI), et une autre du 126e régiment d'infanterie (126e RI).
La ville de Tombouctou est toujours occupée par l'armée malienne, commandée par le colonel-major Mamadou Mangara ; les Français, de leur côté, sont basés à l'aéroport de Tombouctou,.
Les djihadistes sont quant à eux moins nombreux que lors de la précédente attaque. Pendant l'affrontement les militaires maliens et français les estiment au nombre d'une quinzaine,.

## Déroulement
Le 30 mars, les djihadistes effectuent une nouvelle incursion, cette fois-ci contre la ville. L'attaque commence par un attentat-suicide le soir du 30 mars, à 22 h 39. Le kamikaze fonce avec un pick-up piégé sur un checkpoint tenu par les militaires maliens, ces derniers ouvrent le feu mais l'explosion est quand même déclenchée et un des soldats est blessé,,
Profitant de la confusion provoquée par l'attentat-suicide, des djihadistes divisés en trois groupes pénètrent alors dans la ville en scooter ou à pied, en se faufilant dans les ruelles étroites,. Ils se portent sur l'hôtel Colombe, le camp militaire et le marché central. Le combat entre les rebelles salafistes et les soldats maliens s'engage sur deux points : l'un en pleine ville, non loin du cimetière et de l'hôtel Colombe, lequel est utilisé comme résidence temporaire pour le gouverneur de la région de Tombouctou ; l'autre vers le camp militaire de la ville, situé près de la Mosquée Djingareyber, occupé par les soldats maliens. Sur le deuxième point, l'attaque des djihadistes réussit et ces derniers parviennent à occuper la caserne,,,. Près de la banque, un kamikaze prend en otage un civil nigérian et fait exploser sa charge lorsque les soldats interviennent,.
Vers 1 heure du matin, le commandant malien demande l'aide des Français. Ces derniers engagent alors un peloton du 1er RIMa et une section du 92e RI, soit environ 50 hommes. Les marsouins renforcent les Maliens pour déloger les djihadistes de la caserne, pendant que les « Gaulois » se chargent d'évacuer le gouverneur. Mais en chemin, ces derniers sont attaqués par trois djihadistes dissimulés dans la foule. Ceux-ci ouvrent d'abord le feu avec leurs AK-47 puis deux d'entre eux se précipitent sur les soldats dans le but de se faire exploser. Ils sont abattus l'un après l'autre même si le premier parvient à actionner ses explosifs dans un dernier geste, mais sans faire de dégâts. Un soldat français est cependant blessé au bras dans l'échange de tirs, il est évacué par le seul hélicoptère engagé à Tombouctou. Les hommes du 92e gagnent ensuite l'hôtel et évacuent le gouverneur, des notables de Tombouctou et deux journalistes étrangers vers l'aéroport,.
Une patrouille de Mirage 2000D et une patrouille de Rafale sont également mises en action, mais elles n'effectuent pas de tirs les 30 et 31 mars,.
Après plusieurs heures de combats, les djihadistes sont finalement chassés de la caserne par les soldats maliens et français qui trouvent six cadavres à l'intérieur,,. Le soir, certains jihadistes tentent de s’exfiltrer vers le nord-ouest de la ville, mais ils sont repérés et pourchassés par des habitants. Contacté par téléphone par l'agence chinoise Xinhua, un officier malien déclare : « Les Français sont venus nous appuyer. Quand nous avions commencé la fouille du bâtiment, on s'est rendu compte que d'autres combattants étaient tapis à l'intérieur. Nous avons donc effectué des tirs de roquettes. Certains sont sortis en vitesse et se sont dirigés sur nous avec leurs ceintures d'explosifs. Deux d'entre ces kamikazes se sont fait exploser sans pouvoir attraper un militaire malien. Ce qui porte à 4 le nombre de morts parmi les terroristes du camp militaire. Quatre autres corps de terroristes morts ont été trouvés derrière l'enceinte du camp. »
Le reste de la journée, les soldats maliens ratissent la ville, le calme revient vers 16 heures, mais d'autres combattants islamistes se retranchent dans un édifice proche de la caserne,. Le 1er avril, les djihadistes retranchés dans un bâtiment public sont bombardés par l'aviation française, le bâtiment est détruit et trois corps sont retrouvés,.
Le même jour, l'attaque est revendiquée par Al-Qaïda au Maghreb islamique, qui a également déclaré que le kamikaze faisait partie de la brigade Youssef Ibn Tachfin, et qu'il avait servi sous les ordres d'Abou Zeïd.

## Pertes
À la mi-journée du 31 mars, le bilan est de deux jihadistes tués et quatre militaires maliens blessés. Dans l'après-midi, un soldat malien décède de ses blessures et trois autres rebelles sont tués, ainsi qu'un civil nigérian.
Les combats s'achèvent à 16 heures, le soir du 31 mars huit corps de jihadistes sont retrouvés, dont deux kamikazes. Les pertes maliennes sont de 1 mort et 8 blessés.
Le soir du 31 mars, l'armée française déclare qu'une « demi-douzaine de terroristes » ont été tués, et qu'un soldat français a été blessé et transféré par hélicoptère à l'hôpital de Gao. Le 4 avril, elle affirme que trois soldats maliens et une dizaine de jihadistes ont été tués et un soldat français légèrement blessé.
Le 1er avril, selon le capitaine Coulibaly, porte-parole de l'armée malienne à Tombouctou, 11 jihadistes ont été tués depuis le début de l'attaque. Un témoin malien ayant vu les corps estime qu'au moins dix personnes ont été tuées du 30 mars au 1er avril, dont un soldat malien et un civil nigérian. Le soir du 1er avril, dans un entretien avec la télévision publique malienne ORTM, le gouverneur de la région de Tombouctou et colonel-major Mamadou Mangara, déclare que les jihadistes ont eu 8 morts et que cinq soldats, dont quatre Maliens et un Français sont blessés. Le même jour, trois corps d'islamistes sont retrouvés dans le bâtiment détruit par les Français.
Reuters fait état de 20 morts chez les rebelles et cinq pour les civils. D'après des habitants, au moins cinq civils ont été tués. Après les combats, l'ONG Médecins sans frontières prend en charge 11 civils et 10 soldats maliens blessés pendant les affrontements.
Finalement selon la direction de l’information et des relations publiques de l’Armée malienne (DIRPA), le bilan des combats établi le 5 avril est de 2 militaires maliens tués et 10 blessés, un soldat français blessé et 19 jihadistes tués.